# Diana Karenne

Diana Karenne 1924 auf einer Fotografie von Alexander Binder

Diana Karenne (* 1888 in Kiew, nach anderen Angaben Danzig; † 14. Oktober 1940 in Aachen; gebürtig Leucadia Konstantia) war eine kosmopolitische Schauspielerin, Filmregisseurin und Filmproduzentin.

## Leben
Die Schwester des Filmproduzenten Gregor Rabinowitsch erschien 1914 bei der Roma-Film und anschließend bei der Aquila-Film in Turin. Während des Ersten Weltkrieges avancierte sie zu einer der bekanntesten Schauspielerinnen im italienischen Stummfilm.
Ab 1916 führte sie mehrmals bei Filmen mit ihr als Hauptdarstellerin selbst Regie und trug auch das Drehbuch bei. 1917 gründete sie in Mailand ihre eigene Filmproduktionsfirma. Ab 1921 übernahm sie auch in deutschen Filmen Hauptrollen, ebenso in Frankreich. Karenne war auch Malerin, Musikerin und Dichterin. Mit Anbruch des Tonfilmzeitalters geriet sie in Vergessenheit. Sie starb an den Folgen eines Luftangriffs.

## Filmografie (Auswahl)
- 1916: Lea (auch Regie)
- 1917: Il romanzo di Maud (auch Regie)
- 1917: La Damina di porcellana (auch Regie)
- 1917: Justice de femme! (auch Regie)
- 1917: Pierrot (auch Regie)
- 1919: La peccatrice casta (auch Regie)
- 1919: La signora dalle rose (auch Regie)
- 1919: Sleima (auch Regie)
- 1919: Till Eulenspiegel
- 1920: Ave Maria (auch Regie)
- 1920: La veggente (auch Regie)
- 1921: Das Spiel mit dem Feuer
- 1922: Marie Antoinette
- 1923: Arme Sünderin
- 1924: Frühlingsfluten
- 1925: Die Frau von vierzig Jahren
- 1927: Casanova
- 1928: Marter der Liebe (Liebeshölle)
- 1928: Rasputins Liebesabenteuer
- 1928: Eine Frau von Format
- 1929: Die weißen Rosen von Ravensberg
- 1940: Manon Lescaut